# Webb-TV

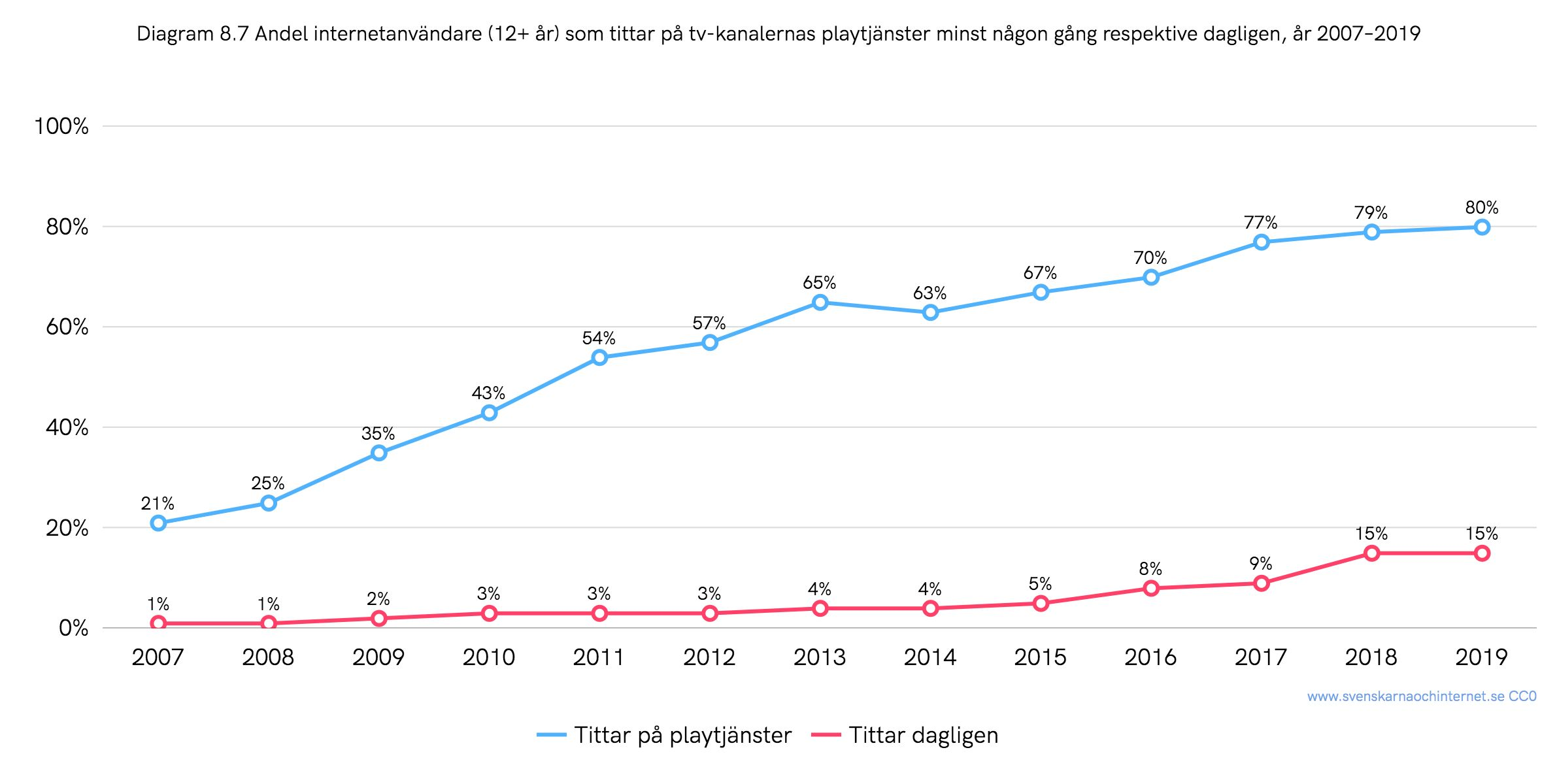
Andel svenska internetanvändare som någon gång respektive dagligen tittar på TV-kanalernas playtjänster 2007–2019.

Webb-TV är TV som sänds över internet. Strömmande media används för att sända rörlig bild via internet och innehåll via betaltjänster.
Många TV-kanaler har webb-TV-tjänster, där tittaren kan se vissa av de program som har sänts via etern. Man kan se programmen i webbläsare eller i appar för Android och IOS. Hur mycket material som är tillgängligt varierar mellan de olika webb-TV-tjänsterna.

## Sverige
Sedan 2019 har playtjänster, som SVT Play, gått om det traditionella kanalbundna TV-tittandet bland svenskar över 16 år. År 2021 hade 77 procent av de svenska internetanvändarna tittat på playtjänster under det senaste året, 31 procent tittade varje dag. Det går att jämföra med 68 procent som hade tittat på en traditionell TV under det senaste året och 41 procent som tittat dagligen.